# Pamela Green
Pamela Green (28 maart 1929 - 7 mei 2010) was een Brits model en actrice.

## Levensloop en carrière
Green startte haar modellencarrière om haar schoolgeld te kunnen betalen. In 1960 maakte ze acteerdebuut in Peeping Tom. In de film zit een naaktscène met Green. Die scène wordt beschouwd als de eerste naaktscène in een Engels gesproken mainstream film na de Tweede Wereldoorlog.
Green overleed in 2010 op 81-jarige leeftijd. Ze was driemaal gehuwd geweest, onder meer met de glamourfotografen George Harrison Marks en Douglas Webb.